# Nitromannite
La nitromannite o mannitolo esanitrato è il prodotto di nitrazione della mannite. È un potente esplosivo, più stabile della nitroglicerina, e si impiega nei detonatori, come esplosivo secondario.
Il processo di produzione è la nitrazione del mannitolo con miscela solfonitrica, con acido solforico al 98% e acido nitrico dal 65% in su, anche se una certa percentuale d'acqua nell'acido nitrante favorisce la sostituzione dei gruppi idrossilici (OH) con gruppi nitrato (ONO²).
È insolubile in acqua ma solubile in solventi polari come alcool e acetone, nei quali viene disciolto e ri precipitato in una soluzione acquosa di sali carbonatici al fine di eliminare eventuale acido intrappolato tra i cristalli, e dunque rendere il prodotto finale più stabile.
Si utilizza anche in miscela con PETN.
Ha fattore R.E. di circa 1.70